# Metacrisia courregesi
Metacrisia courregesi är en fjärilsart som beskrevs av Paul Dognin 1891. Metacrisia courregesi ingår i släktet Metacrisia och familjen björnspinnare. Inga underarter finns listade i Catalogue of Life.